# Lista siturilor arheologice din județul Argeș - G
Lista siturilor arheologice din județul Argeș - G conține toate siturile arheologice din județul Argeș înscrise în Repertoriul Arheologic Național (RAN) și aflate în localități al căror nume începe cu litera G. RAN este administrat de Ministerul Culturii și Patrimoniului Național și cuprinde date științifice, cartografice, topografice, imagini și planuri, precum și orice alte informații privitoare la zonele cu potențial arheologic, studiate sau nu, încă existente sau dispărute.
Puteți căuta un sit din localitățile care încep cu litera G folosind formularul de mai jos sau puteți naviga prin toate siturile din județ la Lista siturilor arheologice din județul Argeș.
| Cod RAN                                   | Denumire | Localitate                            | Adresă  | Datare                         | Descoperit | Coordonate                                    | Imagine           | Erori            |
| ----------------------------------------- | --- | ------------------------------------- | ------- | ------------------------------ | ---------- | --------------------------------------------- | ----------------- | ---------------- |
| 15162.01.01 (Cod LMI: AG-I-s-B-13364)     | Ruinele bisericii medievale de lemn de la Gorganu de Jos / ansamblu anonim (Categorie: structură de cult/religioasă) (Tip: Biserică de lemn)               | sat Gorganu, comuna Călinești         |         | sec. XVII - XVIII              |            |                                               | Încărcați imagine | Raportați eroare |
| 19132.01.01 (Cod LMI: AG-II-m-A-13695.01) | Situl Bisericii "Buna Vestire" a fostei Mănăstiri Glavacioc / ansamblu Biserica "Buna Vestire" (Categorie: structură de cult/religioasă) (Tip: biserică)   | sat Glavacioc, comuna Ștefan cel Mare |         | 1482-1495                      | 1968       |                                               | Încărcați imagine | Raportați eroare |
| 19132.01.02 (Cod LMI: AG-II-m-A-13695.02) | Situl Bisericii "Buna Vestire" a fostei Mănăstiri Glavacioc / ansamblu casa domnească (Categorie: structură de cult/religioasă) (Tip: Casă)                | sat Glavacioc, comuna Ștefan cel Mare |         | sec. XVII-XVIII ref. 1841-1844 | 1968       |                                               | Încărcați imagine | Raportați eroare |
| 19132.01.03 (Cod LMI: AG-II-m-A-13695.03) | Situl Bisericii "Buna Vestire" a fostei Mănăstiri Glavacioc / ansamblu anonim (Categorie: structură de cult/religioasă) (Tip: Chilii)                      | sat Glavacioc, comuna Ștefan cel Mare |         | mijl. sec. XVI                 | 1968       |                                               | Încărcați imagine | Raportați eroare |
| 19132.01.04 (Cod LMI: AG-II-m-A-13695.04) | Situl Bisericii "Buna Vestire" a fostei Mănăstiri Glavacioc / ansamblu chilii dispuse în hemiciclu (Categorie: structură de cult/religioasă) (Tip: Chilii) | sat Glavacioc, comuna Ștefan cel Mare |         | sec. XVII-XVIII ref. 1841-1844 | 1968       |                                               | Încărcați imagine | Raportați eroare |
| 19132.01.05 (Cod LMI: AG-II-m-A-13695.06) | Situl Bisericii "Buna Vestire" a fostei Mănăstiri Glavacioc / ansamblu anonim (Categorie: structură de cult/religioasă) (Tip: Turn clopotniță)             | sat Glavacioc, comuna Ștefan cel Mare |         | mijl. sec. XVI ref. 1829       | 1968       |                                               | Încărcați imagine | Raportați eroare |
| 19132.01.06 (Cod LMI: AG-II-m-A-13695.07) | Situl Bisericii "Buna Vestire" a fostei Mănăstiri Glavacioc / ansamblu anonim (Categorie: structură de cult/religioasă) (Tip: Zid de incintă)              | sat Glavacioc, comuna Ștefan cel Mare |         |                                | 1968       |                                               | Încărcați imagine | Raportați eroare |
| 19132.01.07 (Cod LMI: AG-II-a-A-13695)    | Situl Bisericii "Buna Vestire" a fostei Mănăstiri Glavacioc / ansamblu Biserica "Buna Vestire" (Categorie: structură de cult/religioasă) (Tip: biserică)   | sat Glavacioc, comuna Ștefan cel Mare |         | 1840-1843                      | 1968       |                                               | Încărcați imagine | Raportați eroare |
| 19132.01.08 (Cod LMI: AG-II-a-A-13695)    | Situl Bisericii "Buna Vestire" a fostei Mănăstiri Glavacioc / ansamblu anonim (Categorie: structură de cult/religioasă) (Tip: mormant)                     | sat Glavacioc, comuna Ștefan cel Mare |         | sec. XV, XVIII, XIX            | 1968       |                                               | Încărcați imagine | Raportați eroare |
| 19132.01.09 (Cod LMI: AG-II-a-A-13695)    | Situl Bisericii "Buna Vestire" a fostei Mănăstiri Glavacioc / ansamblu anonim (Categorie: structură de cult/religioasă) (Tip: așezare)                     | sat Glavacioc, comuna Ștefan cel Mare |         | Gumelnița                      | 1968       |                                               | Încărcați imagine | Raportați eroare |
| 13427.03.01                               | Așezarea de epoca romană de la Golești - "Siliște" / ansamblu anonim (Categorie: locuire civilă) (Tip: Așezare)                                            | sat Golești, oraș Ștefănești          | Siliște |                                | 1975?      | 45°N 25°E / 45°N 25°E                         | Încărcați imagine | Raportați eroare |
| 16864.02 (Cod LMI: AG-IV-m-A-13956)       | Cruce de piatră la Glâmbocata-Deal (Categorie: structură de cult/religioasă) (Tip: cruce)                                                                  | sat Glâmbocata-Deal, comuna Leordeni  |         | 1746                           |            |                                               | Încărcați imagine | Raportați eroare |
| 16551.01 (Cod LMI: AG-IV-m-A-13957)       | Cruce de piatră la Godeni (Categorie: structură de cult/religioasă) (Tip: cruce)                                                                           | comuna Godeni                         |         | 1662                           |            |                                               | Încărcați imagine | Raportați eroare |
| 16551.02 (Cod LMI: AG-IV-m-A-13958)       | Cruce de piatră la Godeni (Categorie: structură de cult/religioasă) (Tip: cruce)                                                                           | comuna Godeni                         |         | 1668                           |            |                                               | Încărcați imagine | Raportați eroare |
| 16551.03 (Cod LMI: AG-IV-m-A-13959)       | Cruce de piatră la Godeni (Categorie: structură de cult/religioasă) (Tip: cruce)                                                                           | comuna Godeni                         |         | 1726                           |            |                                               | Încărcați imagine | Raportați eroare |
| 15162.02 (Cod LMI: AG-IV-m-A-13960)       | Cruce de piatră la Gorganu (Categorie: structură de cult/religioasă) (Tip: cruce)                                                                          | sat Gorganu, comuna Călinești         |         | 1726                           |            |                                               | Încărcați imagine | Raportați eroare |
| 19132.02.01                               | Tell-ul Gumelnița de la Glavacioc / ansamblu anonim (Categorie: tell) (Tip: Tell)                                                                          | sat Glavacioc, comuna Ștefan cel Mare |         | Gumelnița                      |            | 44°28′19″N 25°15′23″E / 44.47194°N 25.25639°E | Încărcați imagine | Raportați eroare |